# HC Jesenice
HC Jesenice (celým názvem: Hockey Club Jesenice) byl český klub ledního hokeje, který sídlil ve městě Jesenice ve Středočeském kraji. Založen byl v roce 2002 po fúzi klubů HC Sulice a HC Jesenice. Zanikl v roce 2017 po ukončení své činnosti. V letech 2010–2017 působil ve Středočeské krajské lize, čtvrté české nejvyšší soutěži ledního hokeje. Klubové barvy byly červená a modrá.
Své domácí zápasy odehrával ve Velkých Popovicích na tamějším zimním stadionu s kapacitou 900 diváků.

## Přehled ligové účasti
Stručný přehled
Zdroj:
- 2003–2009: Středočeský krajský přebor (4. ligová úroveň v České republice)
- 2009–2017: Středočeská krajská liga (4. ligová úroveň v České republice)

Jednotlivé ročníky
Zdroj:
Legenda: ZČ - základní část, červené podbarvení - sestup, zelené podbarvení - postup, fialové podbarvení - reorganizace, změna skupiny či soutěže
| Česko (2003 – 2017) |                            |           |           |                                       |              |
| Sezóny              | Soutěž                     | Úroveň    | ZČ        | Play-off, nadstavba, sk. o udržení... | Poznámky     |
| 2003/04             | Středočeský krajský přebor | 4. úroveň | 8. místo  |                                       |              |
| 2004/05             | Středočeský krajský přebor | 4. úroveň | 6. místo  |                                       |              |
| 2005/06             | Středočeský krajský přebor | 4. úroveň | 4. místo  |                                       |              |
| 2006/07             | Středočeský krajský přebor | 4. úroveň | 5. místo  | Semifinále                            |              |
| 2007/08             | Středočeský krajský přebor | 4. úroveň | 4. místo  |                                       |              |
| 2008/09             | Středočeský krajský přebor | 4. úroveň | 7. místo  | Čtvrtfinále                           | Reorganizace |
| 2009/10             | Středočeská krajská liga   | 4. úroveň | 7. místo  | Čtvrtfinále                           |              |
| 2010/11             | Středočeská krajská liga   | 4. úroveň | 2. místo  | Finále                                |              |
| 2011/12             | Středočeská krajská liga   | 4. úroveň | 4. místo  | Čtvrtfinále                           |              |
| 2012/13             | Středočeská krajská liga   | 4. úroveň | 8. místo  | Čtvrtfinále                           |              |
| 2013/14             | Středočeská krajská liga   | 4. úroveň | 2. místo  | Semifinále                            |              |
| 2014/15             | Středočeská krajská liga   | 4. úroveň | 3. místo  | Semifinále                            |              |
| 2015/16             | Středočeská krajská liga   | 4. úroveň | 7. místo  | Čtvrtfinále                           |              |
| 2016/17             | Středočeská krajská liga   | 4. úroveň | 10. místo |                                       |              |